# Dobrá Voda u Českých Budějovic
Dobrá Voda u Českých Budějovic é uma comuna checa localizada na região da Boêmia do Sul, distrito de České Budějovice.